# Повалишин, Николай Иванович
Никола́й Ива́нович Повали́шин (1867—1917) — капитан 1-го ранга, участник подавления Боксёрского восстания в Китае.

## Биография
Происходит из рода Повалишиных, потомственных дворян Рязанской губернии.
Образование получил в Морском кадетском корпусе (ок. 1887).
- Мичман (1887).

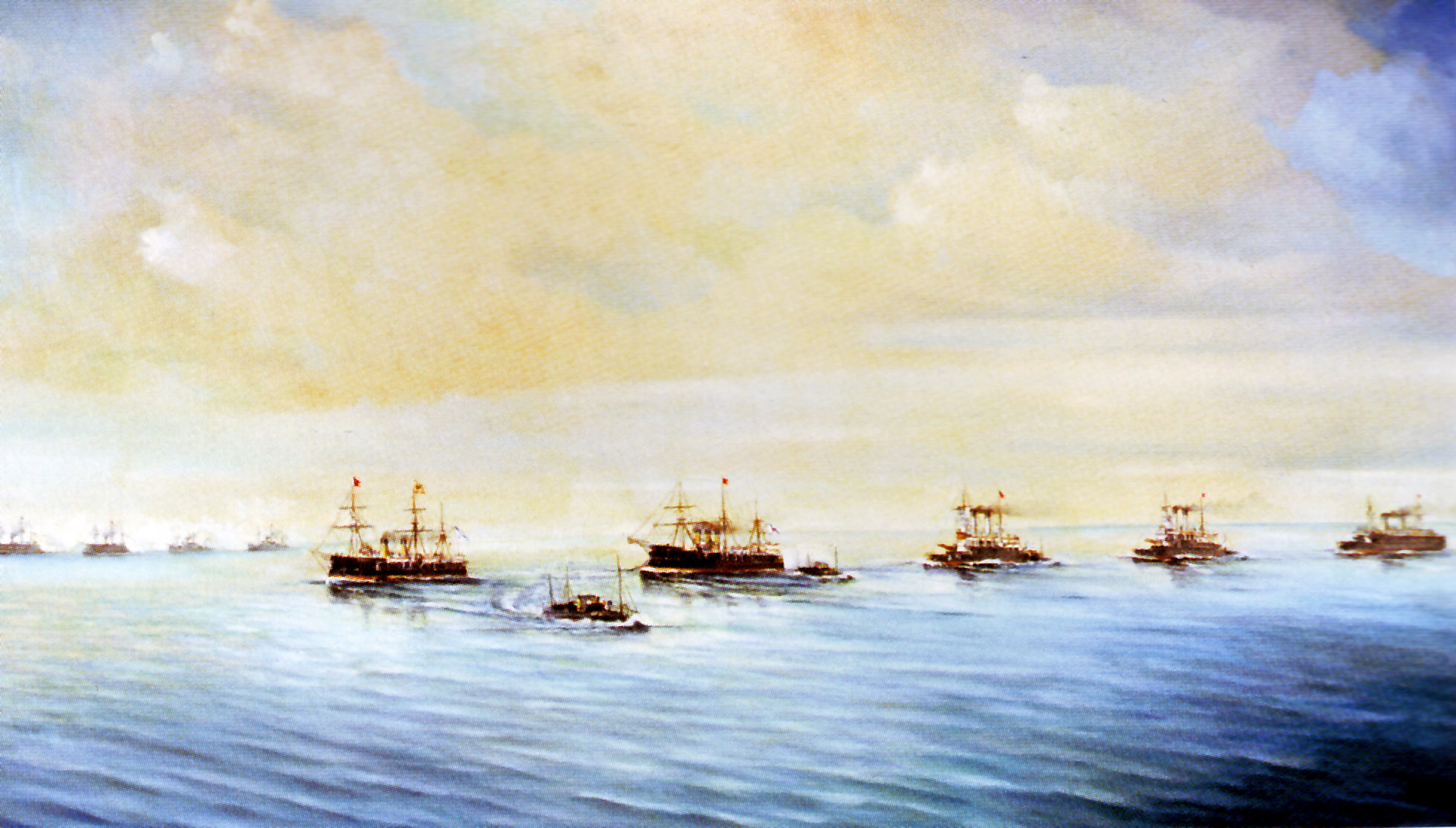
Маневры на Ревельском рейде 24 июля 1902 года. Худ. Повалишин Н. И. 1904 год. Подарена автором в 1904 году. Х., м. 83х145 № 1555. Из архива Центрального военно-морского музея, Ст.-Петербург.

- Участник подавления Боксёрского восстания (1900—1901).
- Командир миноносца № 106 (1902—1904).
- Командир миноносца № 214 (1904).
- Старший офицер крейсера «Память Азова» (1904—1906).
- Командир эсминца «Меткий» (1906—1908).
- Флагманский артиллерийский офицер штаба командующего
  - 3-м отрядом минных судов Балтийского моря (1907—1908).
  - резервной минной дивизией Балтийского моря (1908—1909).
- Командир эсминца «Уссуриец» (1908—1912).
- Капитан 1-го ранга (6.12.1911).
- Заведующий мобилизационной частью Свеаборгского порта (1912—1914).
- Командир 6-го дивизиона миноносцев Балтийского моря (1914—1915)
- Командир 10-го дивизиона миноносцев Балтийского моря (1915)
- Командир линкора (броненосца) «Император Александр II» (1915—1917).

Убит в Кронштадте своими матросами во время Февральской Революции в 1917 г., в числе ещё примерно 120 офицеров, в результате «корабельного» переворота под руководством председателя судового комитета РСДРП(б) П. Д. Хохрякова.

## Семья
Отец: Повалишин, Иван Фёдорович (род. 1833) — вице-адмирал, участник Крымской войны и польской кампании 1863—1864, уездный предводитель дворянства
Мать: Зинаида Николаевна Войт (1845—01.03.1920), дочь действительного статского советника

## Литературное творчество
- Повалишин Н.И. На мореходной канонерской лодке «Отважный» в Инкоу в 1900 году. — СПб.: Изд. Березовского, 1908. — 64 с. (недоступная ссылка)